# Cor de Sant Josep
El Coro de Sant Josep o El Novedades fou un teatre de Manresa situat al carrer Na Bastardes número 10.

## Història
L'edifici es va construir entre el 1845 i el 1849 i el 1849 es va obrir el Casino Manresà que més tard es va convertir en teatre i sala d'espectacles. Va acollir muntatges de tot tipus, varietés i music hall. Els primers anys, va canviar de nom diverses vegades. El que es va fer més popular va ser: El Novedades inaugurat el 1876.
La Societat Coral de Sant Josep, popularment coneguda com “el Coro”, va ser fundada el 1877 i va instal·lar la seva seu social en aquest espai. Els primers components del cor van ser homes casats de la Congregació Mariana de Sant Josep de la Cova. La majoria eren obrers i s'inspiraven en els principis proposats pel Josep Anselm Clavé: apropar la música i la cultura a la classe treballadora. Per això, durant uns anys de la seva història, el “Coro” es va anomenar Societat Coral Cultural Josep Anselm Clavé.
En la dècada de 1930 es té notícia de les representacions d' “Els Pastorets” que hi tenien lloc. Durant els primers anys de la post-guerra, l'activitat va ser mínima. El 1943 a la Societat Sant Josep es representa La Rosa de Jericó a càrrec de la Compañía Manresana de Grandes Espectáculos. A partir de l'any 1946, l'entitat torna a reviure. El grup de teatre recupera l'activitat i el Cor agafa un gran impuls. L'elenc del centre, sota la direcció de Josep Torreguitart, hi va representar entre d'altres: El ferrer de tall de Frederic Soler, El místic de Santiago Rusiñol, El Baltasar o La vida d'un home de Feliu Aleu (Jaume Gras).
El desembre de 1957 al Coro, s'hi va estrenar La sardana dels geperuts, la primera Innocentada de Manresa escrita per Agustí Soler i Mas; amb Jorge Blaya, Antònia Flotats, Joan Civit i el mateix Agustí Soler i Mas. Aquesta activitat, organitzada per l'Agrupació Manresana de Folklore, que es va repetir el 1958 i el 1959. Sarsuela, els Pastorets i les representacions teatrals com Don Juan Tenorio eren tradicionals a la dècada de 1960. L'edifici també va acollir la primera discoteca Vestales. Al primer pis, s'hi va instal·lar un temps l'Acadèmia Central i el grup d'animació Setrill.
Durant la dècada de 1970 l'activitat cultural va augmentar: matinals de cinema amateur, actuacions del grup Farsa, revista Xarxa, discoteca Vestales... Des del 1986, el Grup Sardanista Dintre del Bosc hi va instal·lar la seva seu social, primer llogant l'espai fins que, l'any 2000, en va adquirir la propietat.